# Дейнега Володимир Олександрович
Володи́мир Олекса́ндрович Дейне́га (нар. 28 червня 1977, Малин, Українська РСР, СРСР) — український футзаліст і футболіст. Чотириразовий чемпіон України. Професіональну кар'єру розпочав в «Уніспорті» (1995—1997), а завершив в «АРПИ» (2010). У складі збірної України в 2003 році став срібним призером чемпіонату Європи в Італії.

## Біографія
З семи років почав займатися футболом. Пішов навчатися до спеціалізованої школи, після закінчення якої вступив до Український державний університет фізичного виховання і спорту. Під час навчання у ЗВО Дейнегу запросили до футзального клубу «Уніспорту», який виступав у першій лізі чемпіонату України. Разом з київським клубом він виграв срібні нагороди першої ліги, а в сезоні 1996/97 бронзові нагороди, а також посів друге місце у списку найкращих бомбардирів чемпіонату, забивши 20 голів.
Перед стартом сезону 1997/98 перейшов до вищолігового «Інтеркас», з яким виграв передсезонний турнір «Кубок Звільнення». Проте майже одразу після старту чемпіонату повернувся в «Уніспорт». Разом з новим-старим клубом знову здобув срібні нагороди першої ліги, а також став найкращим бомбардиром першості, розділивши це звання з трьома іншими гравцями. У 8 матчах Дейнега відзначився 14 разів.
Після сезону 1997/98 «Уніспорт» об'єднався з іншим київським клубом «Будстар», вийшовши у вищу лігу. В об'єднаній команді «Уніспорт-Будстар» захисник провів три наступні сезони, ставши чемпіоном в останньому із них.
З 2002 року почав виступати за донецький «Шахтар», з яким тричі став чемпіоном країни і двічі володарем Кубку.
На початку сезону 2004/05 отримав травму, внаслідок чого пропустив майже весь сезон.
Друге коло сезону 2005/06 провів в оренді казахському «Актюбрентгені» (Актюбінськ).
Через непорозуміння з керівництвом «Шахтар» намагався продати Дейнегу до Казахстану, але клуби не змогли домовитися. Після цього гравець прийняв пропозицію президента «Єнакієвця» Андрія Новіков грати за його команду.
В липні 2009 року проходив оглядини у складі чемпіона Польщі «Хуртапа» (Ленчиця), але без успіху. На початку жовтня 2009 року Дейнега підписав контракт з білоруським «Вітеном», але зіграв за оршанський клуб лише у Кубку Білорусі і за згодою сторін покинув склад чемпіона країни. Після цього підтримував спортивну форму у складі донецького «Шахтаря», а за місяць відгукнувся на запрошення іншого білоруського клуба — «Жлобіна». Дебютувавши за новий клуб у матчі 13 туру проти «Дорожніка» (1:5), став першим медалістом чемпіонату Європи, що грав у чемпіонаті Білорусі.

## Нагороди і досягнення

### Командні
«Уніспорт»
- Перша ліга
  -  Срібний призер (2): 1995/96, 1997/98
  -  Бронзовий призер (1): 1996/97

 «Інтеркас»
- Кубок Звільнення: 1997

 «Уніспорт-Будстар»
- Вища ліга
  -  Чемпіон (1): 2000/01

 «Шахтар»
- Вища ліга
  -  Чемпіон (3): 2001/02, 2003/04, 2004/05
  -  Срібний призер (1): 2002/03
  -  Бронзовий призер (1): 2006/07

- Кубок
  -  Володар (2): 2002–2003, 2003–2004

 «Єнакієвець»
- Вища ліга
  -  Бронзовий призер (2): 2007/08, 2008/09

- Кубок
  -  Фіналіст (1): 2007/08

 Збірна України
 Срібний призер чемпіонату Європи (1): 2003

### Особисті
- Найкращий бомбардир Першої ліги (1): 1997/98 (14 м'ячів, разом з Сергієм Кузюковим, Василем Маликом і Віктором Поповим)
- У списках 18 найкращих гравців України (1): 1999/00
- У списках 15 найкращих гравців України (2): 2001/02, 2002/03